# Discografia de Pharrell Williams
A discografia de Pharrell Williams, um cantor, compositor e produtor musical norte-americano, consiste em dois álbuns de estúdio, dois Extended plays, uma Mixtape, quarenta e seis singles e trinta e nove participações especiais.

## Álbuns

### Estúdio
| Título     | Detalhes | Melhor posição | Melhor posição | Melhor posição | Melhor posição | Melhor posição | Melhor posição | Melhor posição | Melhor posição | Melhor posição | Melhor posição | Certificações                                                         | Vendas                                      |
| Título     | Detalhes | US             | AUS            | CAN            | DEN            | GER            | IRE            | NL             | NZ             | SWI            | UK             | Certificações                                                         | Vendas                                      |
| ---------- | --- | -------------- | -------------- | -------------- | -------------- | -------------- | -------------- | -------------- | -------------- | -------------- | -------------- | --------------------------------------------------------------------- | ------------------------------------------- |
| In My Mind | - Lançado:15 de Julho de 2006 - Gravadora: Star Trak, Interscope - Formatos: CD, LP, cassette, digital download | 3              | 15             | 8              | 21             | 14             | 21             | 3              | 13             | 5              | 7              | - BPI: Silver                                                         | - US: 406,000                               |
| Girl       | - Lançado: 3 de Março de 2014 - Gravadora: i Am Other, Columbia - Formatos: CD, LP, digital download            | 2              | 1              | 2              | 1              | 2              | 3              | 2              | 2              | 1              | 1              | - RIAA: Gold - ARIA: Gold - BPI: Gold - IFPI SWI: Gold - MC: Platinum | - WW: 1,750,000 - US: 533,000 - UK: 100,000 |

### Extended plays
| Título                                            | Detalhes                                                                 |
| ------------------------------------------------- | ------------------------------------------------------------------------ |
| The Call Remix (with Backstreet Boys; The Clipse) | - Lançado: 2001 - Gravadora: Jive Records - Formato: CD                  |
| Pink Slime (with Mac Miller)                      | - Lançado: 2014 - Gravadora: Rostrum Records - Formato: Digital download |

### Mixtapes
| Título                  | Detalhes                                    |
| ----------------------- | ------------------------------------------- |
| In My Mind: The Prequel | - Lançado: 2006 - Formato: Digital download |

## Singles

### Como artista principal
| "Frontin' (featuring Jay-Z)                             | 2003 | 5   | 28 | 15 | —   | 61 | 16 | 21 | —  | 23 | 6   | | Clones     |
| "Can I Have It Like That" (featuring Gwen Stefani)      | 2005 | 49  | 22 | —  | 78  | 37 | 12 | 15 | 18 | 28 | 3   | | In My Mind |
| "Angel"                                                 | 2006 | —   | 44 | —  | —   | 62 | 20 | 35 | —  | —  | 15  | | In My Mind |
| "Number One" (featuring Kanye West)                     | 2006 | 57  | —  | —  | —   | —  | —  | —  | —  | —  | 31  | | In My Mind |
| "That Girl" (featuring Snoop Dogg and Charlie Wilson)   | 2006 | —   | —  | —  | —   | —  | —  | —  | —  | —  | —   | | In My Mind |
| "Happy"                                                 | 2013 | 1   | 1  | 1  | 1   | 1  | 1  | 1  | 1  | 1  | 1   | - RIAA: 6× Platinum - ARIA: 9× Platinum - BPI: 3× Platinum - BVMI: 5× Gold - IFPI DEN: 2× Platinum - IFPI SWI: Platinum - MC: 6× Platinum - RMNZ: 5× Platinum | Girl       |
| "Marilyn Monroe"                                        | 2014 | 109 | 29 | —  | 27  | 25 | 35 | 18 | —  | 46 | 25  | - ARIA: Gold - IFPI DEN: Gold | Girl       |
| "Come Get It Bae"                                       | 2014 | 23  | 61 | 25 | 108 | —  | 92 | 84 | 30 | —  | 87  | - RIAA: Gold | Girl       |
| "Gust of Wind"                                          | 2014 | —   | —  | —  | 32  | —  | —  | —  | —  | —  | 79  | | Girl       |
| "It Girl"                                               | 2014 | —   | —  | —  | 60  | —  | —  | —  | —  | —  | 191 | | Girl       |
| "—" denota singles que não entraram nas paradas do país |      |     |    |    |     |    |    |    |    |    |     | |            |

### Como artista convidado
| "Shake Ya Ass" (Mystikal featuring Pharrell) (Officially credited only to Mystikal)    | 2000 | 13  | 3   | 7  | 62 | —   | 87 | —  | 66 | —  | —  | 30  | | Let's Get Ready                         |
| "I Just Wanna Love U (Give It 2 Me)" (Jay-Z featuring Pharrell)                        | 2000 | 11  | 1   | 4  | —  | —   | 75 | —  | —  | —  | 86 | 17  | | The Dynasty: Roc La Familia             |
| "Formal Invite" (Ray J featuring Pharrell)                                             | 2002 | —   | 54  | —  | —  | —   | —  | —  | —  | —  | —  | —   | | This Ain't a Game                       |
| "Pass the Courvoisier, Part II" (Busta Rhymes featuring P. Diddy and Pharrell)         | 2002 | 11  | 4   | 5  | 43 | —   | 27 | 34 | —  | —  | 58 | 16  | | Genesis                                 |
| "Boys" (Britney Spears featuring Pharrell)                                             | 2002 | 122 | —   | —  | 14 | 55  | 19 | 10 | 13 | 39 | 20 | 7   | - ARIA: Gold | Britney                                 |
| "When the Last Time" (Clipse featuring Kelis and Pharrell)                             | 2002 | 19  | 8   | 7  | —  | —   | —  | —  | —  | —  | —  | 41  | | Lord Willin'                            |
| "From tha Chuuuch to da Palace" (Snoop Dogg featuring Pharrell)                        | 2002 | 77  | 23  | 16 | —  | —   | 75 | —  | 97 | —  | —  | 27  | | Paid tha Cost to Be da Boss             |
| "Beautiful" (Snoop Dogg featuring Pharrell and Charlie Wilson)                         | 2003 | 6   | 3   | 3  | 4  | 39  | 27 | 41 | 13 | 4  | 19 | 23  | - ARIA: Gold - RMNZ: Gold | Paid tha Cost to Be da Boss             |
| "Excuse Me Miss" (Jay-Z featuring Pharrell)                                            | 2003 | 8   | 1   | 2  | 38 | —   | 67 | —  | —  | —  | 76 | 17  | | The Blueprint 2: The Gift & The Curse   |
| "Belly Dancer" (Kardinal Offishall featuring Pharrell)                                 | 2003 | —   | 96  | —  | —  | —   | —  | —  | —  | —  | —  | —   | | Non-album single                        |
| "Show Me Your Soul" (with P. Diddy, Lenny Kravitz and Loon)                            | 2003 | —   | 106 | —  | 45 | —   | 61 | —  | —  | —  | 62 | 35  | | Bad Boys II                             |
| "Light Your Ass on Fire" (Busta Rhymes featuring Pharrell)                             | 2003 | 58  | 23  | 12 | 59 | —   | 86 | —  | —  | —  | 40 | 62  | | Clones                                  |
| "Change Clothes" (Jay-Z featuring Pharrell)                                            | 2003 | 10  | 6   | 4  | 44 | —   | 54 | 48 | —  | 42 | 44 | 32  | | The Black Album                         |
| "Drop It Like It's Hot" (Snoop Dogg featuring Pharrell)                                | 2004 | 1   | 1   | 1  | 4  | 21  | 8  | 7  | 7  | 1  | 3  | 10  | - ARIA: Gold - RIAA: Gold - RMNZ: Gold | R&G (Rhythm & Gangsta): The Masterpiece |
| "Let's Get Blown" (Snoop Dogg featuring Pharrell)                                      | 2004 | 54  | 19  | 12 | —  | —   | —  | 16 | 35 | 19 | 22 | 13  | | R&G (Rhythm & Gangsta): The Masterpiece |
| "Wanna Love You Girl" (Robin Thicke featuring Pharrell)                                | 2006 | —   | 65  | —  | —  | —   | —  | —  | —  | —  | —  | —   | | The Evolution of Robin Thicke           |
| "Margarita" (Sleepy Brown featuring Big Boi and Pharrell)                              | 2006 | 108 | —   | —  | —  | —   | —  | —  | —  | —  | —  | —   | | Mr. Brown                               |
| "Mr. Me Too" (Clipse featuring Pharrell)                                               | 2006 | —   | 65  | —  | —  | —   | —  | —  | —  | —  | —  | —   | | Hell Hath No Fury                       |
| "Money Maker" (Ludacris featuring Pharrell)                                            | 2006 | 1   | 1   | 1  | —  | —   | 86 | —  | —  | —  | —  | —   | - RIAA: Platinum | Release Therapy                         |
| "Sex 'n' Money" (Paul Oakenfold featuring Pharrell)                                    | 2006 | —   | —   | —  | —  | —   | —  | —  | —  | —  | —  | —   | | A Lively Mind                           |
| "Give It Up" (Twista featuring Pharrell)                                               | 2007 | —   | 95  | —  | —  | —   | —  | —  | —  | —  | —  | —   | | Adrenaline Rush 2007                    |
| "Blue Magic" (Jay-Z featuring Pharrell)                                                | 2007 | 55  | 31  | 17 | —  | —   | —  | —  | —  | —  | —  | —   | | American Gangster                       |
| "I Know" (Jay-Z featuring Pharrell)                                                    | 2008 | 118 | 26  | 11 | —  | —   | —  | —  | —  | —  | —  | —   | | American Gangster                       |
| "Zock On!" (Teriyaki Boyz featuring Busta Rhymes and Pharrell)                         | 2008 | —   | —   | —  | —  | —   | —  | —  | —  | —  | —  | —   | | Serious Japanese                        |
| "Universal Mind Control" (Common featuring Pharrell)                                   | 2008 | 62  | 60  | 13 | —  | —   | —  | —  | —  | —  | —  | —   | | Universal Mind Control                  |
| "Announcement" (Common featuring Pharrell)                                             | 2008 | —   | 94  | —  | —  | —   | —  | —  | —  | —  | —  | —   | | Universal Mind Control                  |
| "Work That!" (Teriyaki Boyz featuring Pharrell and Chris Brown)                        | 2009 | —   | —   | —  | —  | —   | —  | —  | —  | —  | —  | —   | | Serious Japanese                        |
| "Blanco" (Pitbull featuring Pharrell)                                                  | 2009 | —   | —   | —  | —  | —   | —  | —  | —  | —  | —  | —   | | Fast and Furious                        |
| "I'm Good" (Clipse featuring Pharrell)                                                 | 2009 | —   | 27  | 14 | —  | —   | —  | —  | —  | —  | —  | —   | | Til the Casket Drops                    |
| "Popular Demand (Popeyes)" (Clipse featuring Cam'ron and Pharrell)                     | 2009 | —   | 90  | —  | —  | —   | —  | —  | —  | —  | —  | —   | | Til the Casket Drops                    |
| "ADD SUV" (Uffie featuring Pharrell)                                                   | 2010 | —   | —   | —  | —  | —   | —  | —  | —  | —  | —  | —   | | Sex Dreams and Denim Jeans              |
| "One" (Swedish House Mafia featuring Pharrell)                                         | 2010 | —   | —   | —  | 25 | 16  | 41 | 7  | 1  | —  | 13 | 7   | - ARIA: Gold - BEL: Platinum - DEN: Gold - SWE: 2× Platinum                                                                                               | Until One                               |
| "Here Ye, Hear Ye" (T.I. featuring Pharrell)                                           | 2011 | —   | 119 | —  | —  | —   | —  | —  | —  | —  | —  | —   | | Non-album single                        |
| "Celebrate" (Mika featuring Pharrell)                                                  | 2012 | —   | —   | —  | —  | 33  | —  | —  | 75 | —  | —  | —   | - FIMI: Gold | The Origin of Love                      |
| "Blurred Lines" (Robin Thicke featuring T.I. and Pharrell)                             | 2013 | 1   | 1   | —  | 1  | 1   | 1  | 1  | 1  | 1  | 1  | 1   | - RIAA: 6× Platinum - ARIA: 9× Platinum - BPI: 2× Platinum - BVMI: 2× Platinum - IFPI SWI: Platinum - MC: 9× Platinum - RMNZ: 4× Platinum - SNEP: Diamond | Blurred Lines                           |
| "Get Lucky" (Daft Punk featuring Pharrell)                                             | 2013 | 2   | —   | —  | 1  | 1   | 1  | 1  | 2  | 2  | 1  | 1   | - RIAA: 3× Platinum - ARIA: 6× Platinum - BPI: 2× Platinum - BVMI: 3× Gold - IFPI SWI: Platinum - RMNZ: 2× Platinum - SNEP: Diamond                       | Random Access Memories                  |
| "Feds Watching" (2 Chainz featuring Pharrell)                                          | 2013 | 66  | 18  | 14 | —  | —   | 51 | —  | —  | —  | —  | —   | | B.O.A.T.S. II: Me Time                  |
| "Get Like Me" (Nelly featuring Nicki Minaj and Pharrell)                               | 2013 | 108 | 36  | —  | —  | —   | —  | 96 | —  | —  | —  | 19  | | M.O.                                    |
| "Lose Yourself to Dance" (Daft Punk featuring Pharrell)                                | 2013 | 103 | —   | —  | —  | 31  | —  | 62 | —  | —  | 59 | 49  | | Random Access Memories                  |
| "ATM Jam" (Azealia Banks featuring Pharrell)                                           | 2013 | —   | —   | —  | —  | —   | —  | —  | —  | —  | —  | 169 | | non album single                        |
| "Move That Dope" (Future featuring Pharrell, Pusha T and Casino)                       | 2014 | 46  | 13  | 7  | —  | —   | —  | —  | —  | —  | —  | —   | | Honest                                  |
| "Aerosol Can" (Major Lazer featuring Pharrell Williams)                                | 2014 | —   | —   | —  | 37 | —   | —  | —  | —  | —  | —  | —   | | Apocalypse Soon                         |
| "Paperwork" (T.I. featuring Pharrell)                                                  | 2014 | —   | —   | —  | —  | —   | —  | —  | —  | —  | —  | —   | | Paperwork                               |
| "WTF (Where They From)" (Missy Elliott featuring Pharrell)                             | 2015 | 22  | 8   | 5  | 45 | 73  | 82 | —  | —  | —  | —  | —   | | Block Party                             |
| "Dream Bigger" (Axwell & Ingrosso featuring Pharrell)                                  | 2016 | —   | —   | —  | —  | —   | —  | —  | —  | —  | —  | —   | | non album single                        |
| "Safari" (J Balvin featuring Pharrell Williams, BIA and Sky)                           | 2016 | —   | —   | —  | —  | 132 | —  | —  | —  | —  | 76 | —   | | Energia                                 |
| "Surfin" (Kid Cudi featuring Pharrell Williams)                                        | 2016 | —   | —   | —  | —  | —   | —  | —  | —  | —  | —  | —   | | Passion, Pain & Demon Slayin'           |
| "Heatstroke" (Calvin Harris featuring Young Thug, Pharrell Williams and Ariana Grande) | 2017 | 96  | —   | —  | 23 | 23  | 85 | —  | —  | —  | 40 | 25  | - ARIA: Gold | Funk Wav Bounces Vol. 1                 |
| "Feels" (Calvin Harris featuring Pharrell Williams, Katy Perry and Big Sean)           | 2017 | 20  | 10  | —  | 3  | 1   | 9  | 3  | 9  | 3  | 6  | 1   | - ARIA: 3x Platinum - BPI: Platinum | Funk Wav Bounces Vol. 1                 |
| "—" denota singles que não entraram nas paradas do país                                |      |     |     |    |    |     |    |    |    |    |    |     | |                                         |

## Outras canções que entraram nas paradas
| "Brand New" (duet with Justin Timberlake)               | 2014 | 63  | 13 | 104 | Girl |
| "Hunter"                                                | 2014 | 51  | —  | —   | Girl |
| "Gush"                                                  | 2014 | 113 | —  | —   | Girl |
| "Lost Queen"                                            | 2014 | 198 | —  | —   | Girl |
| "Know Who You Are" (duet with Alicia Keys)              | 2014 | 76  | —  | —   | Girl |
| "—" denota singles que não entraram nas paradas do país |      |     |    |     |      |

## Outras aparições
| Título                                      | Ano  | Participante(s)                             | Álbum                                 |
| ------------------------------------------- | ---- | ------------------------------------------- | ------------------------------------- |
| "What's Yo Name"                            | 2001 | T.I.                                        | I'm Serious                           |
| "Blind Situation"(credited as "D.R.U.G.S.") | 2001 | Shea Seger                                  | The May Street Project                |
| "Mr. Baller"                                | 2002 | Royce da 5'9", Clipse, Tré Little           | Rock City                             |
| "Crew Deep" (The V.A. Remix)                | 2002 | Skillz, Clipse, Missy "Misdemeanor" Elliott | "Crew Deep" single                    |
| "The Art of Noise"                          | 2004 | Cee Lo Green                                | Cee-Lo Green... Is the Soul Machine   |
| "Let's Stay Together"                       | 2004 | Cee Lo Green                                | Cee-Lo Green... Is the Soul Machine   |
| "Hot Sauce to Go"                           | 2004 | Jadakiss                                    | Kiss of Death                         |
| "Play It Off"                               | 2004 | Nelly                                       | Suit                                  |
| "Goin' Out"                                 | 2005 | Faith Evans, Pusha T                        | The First Lady                        |
| "Already Platinum"                          | 2005 | Slim Thug                                   | Already Platinum                      |
| "Goodlife"                                  | 2006 | T.I., Common                                | King                                  |
| "Gettin' Some Head"                         | 2006 | Lil Wayne                                   | Dedication 2                          |
| "Gettin' Some" (Remix)                      | 2006 | Shawnna, Ludacris, Lil Wayne, Too Short     | Block Music                           |
| "Vente Mami"                                | 2006 | N.O.R.E., Zion                              | N.O.R.E. y la Familia...Ya Tú Sabe    |
| "Anything"                                  | 2006 | Jay-Z, Usher                                | Kingdom Come                          |
| "Yummy"                                     | 2006 | Gwen Stefani                                | The Sweet Escape                      |
| "Cheers"                                    | 2007 | DJ Drama, Clipse                            | Gangsta Grillz: The Album             |
| "Let It Go (Lil Mama)"                      | 2008 | Nelly                                       | Brass Knuckles                        |
| "Ay Man"                                    | 2009 | Lil Wayne                                   | none                                  |
| "Stress Ya"                                 | 2009 | Jadakiss                                    | The Last Kiss                         |
| "Kill Dem"                                  | 2009 | Busta Rhymes, Tosh                          | Back on My B.S.                       |
| "So Ambitious"                              | 2009 | Jay-Z                                       | The Blueprint 3                       |
| "Let It Loose"                              | 2009 | Wale                                        | Attention Deficit                     |
| "Special"                                   | 2009 | Snoop Dogg, Brandy                          | Malice n Wonderland                   |
| "Despicable Me"                             | 2010 | none                                        | Despicable Me soundtrack              |
| "Fun, Fun, Fun"                             | 2010 | none                                        | Despicable Me soundtrack              |
| "Minion Mambo"                              | 2010 | The Minions, Lupe Fiasco                    | Despicable Me soundtrack              |
| "Prettiest Girls"                           | 2010 | none                                        | Despicable Me soundtrack              |
| "Rocket's Theme"                            | 2010 | none                                        | Despicable Me soundtrack              |
| "Amazing"                                   | 2010 | T.I.                                        | No Mercy                              |
| "In My '64"                                 | 2011 | Game, Snoop Dogg                            | Purp & Patron                         |
| "Dedicated"                                 | 2011 | Game                                        | Purp & Patron                         |
| "If You Want To"                            | 2011 | Travis Barker, Lupe Fiasco                  | Give the Drummer Some                 |
| "This Shit Real Nigga"                      | 2011 | The-Dream                                   | 1977                                  |
| "Raid"                                      | 2011 | Pusha T, 50 Cent                            | Fear of God II: Let Us Pray           |
| "MMG the World is Ours"                     | 2012 | Rick Ross, Meek Mill, Stalley               | Rich Forever                          |
| "Lil' Homie"                                | 2012 | Tyga                                        | Careless World: Rise of the Last King |
| "When My Niggas Come Home"                  | 2012 | Game, Snoop Dogg                            | California Republic                   |
| "It Must Be Tough"                          | 2012 | Game, Mysonne                               | California Republic                   |
| "They Don't Want None"                      | 2012 | Game, Shyne                                 | California Republic                   |
| "Roll My Shit"                              | 2012 | Game, Snoop Dogg                            | California Republic                   |
| "Chasin' Paper"                             | 2012 | Currensy                                    | The Stoned Immaculate                 |
| "Twisted"                                   | 2012 | Usher                                       | Looking 4 Myself                      |
| "Lift Off"                                  | 2012 | Conor Maynard                               | Contrast                              |
| "As Far As They Know"                       | 2012 | Buddy                                       | Idle Time                             |
| "Errybody"                                  | 2012 | Masia One, Game, Isis                       | none                                  |
| "Presidential" (Remix)                      | 2012 | Rick Ross, Rockie Fresh                     | The Black Bar Mitzvah                 |
| "Rise Above"                                | 2012 | Wiz Khalifa, Tuki Carter, Amber Rose        | O.N.I.F.C.                            |
| "Pretty Flacko" (Remix)                     | 2013 | ASAP Rocky, Gucci Mane, Waka Flocka Flame   | Long. Live. ASAP                      |
| "IFHY"                                      | 2013 | Tyler, The Creator                          | Wolf                                  |
| "The Problem (Lawwwddd)"                    | 2013 | N.O.R.E.                                    | Student of the Game                   |
| "IDGAF"                                     | 2013 | Mike Posner                                 | none                                  |
| "Hugs"                                      | 2013 | The Lonely Island                           | The Wack Album                        |
| "Feet to the Fire"                          | 2013 | Kelly Rowland                               | Talk a Good Game                      |
| "IDGAF"                                     | 2013 | Nelly, T.I.                                 | M.O.                                  |
| "S.N.I.T.C.H."                              | 2013 | Pusha T                                     | My Name Is My Name                    |
| "Oh Yeah"                                   | 2014 | T.I.                                        | Paperwork                             |
| "Light 'Em Up (RIP Doe B)"                  | 2014 | T.I., Watch The Duck                        | Paperwork                             |
| "Shine"                                     | 2015 | Gwen Stefani                                | Paddington soundtrack                 |
| "Keep Da O's"                               | 2015 | Tyler, The Creator                          | Cherry Bomb                           |
| "Tease"                                     | 2015 | Jamie Foxx                                  | Hollywood: A Story of a Dozen Roses   |
| "What A Year"                               | 2015 | Big Sean                                    | none                                  |
| "Hear Me"                                   | 2016 | A$AP Rocky                                  | none                                  |
| "Numbers"                                   | 2016 | Skepta                                      | Konnichiwa                            |
| "Flight at First Sight / Advanced"          | 2016 | Kid Cudi                                    | Passion, Pain & Demon Slayin'         |
| "The Turn Down"                             | 2017 | Thundercat                                  | Drunk                                 |
| "Aries (Yugo)"                              | 2017 | Mike Will Made It                           | Ransom 2                              |
| "Bring Dem Things"                          | 2017 | French Montana                              | Jungle Rules                          |
| "Wings"                                     | 2017 | Vic Mensa                                   | The Autobiography                     |
| "Neon Guts"                                 | 2017 | Lil Uzi Vert                                | Luv Is Rage 2                         |
| "Bailan"                                    | 2017 | 2 Chainz                                    | Pretty Girls Like Trap Music          |
| "Stare"                                     | 2017 | Ty Dolla $ign, Wiz Khalifa                  | Beach House 3                         |